# Église Saint-Maurice de Besançon
Pour les articles homonymes, voir Église Saint-Maurice.
L'église Saint-Maurice est une église dans le centre-ville de Besançon en Franche-Comté dédiée à saint Maurice. Sa fondation est attestée dès le VIe siècle. L'église est démolie et reconstruite à plusieurs reprises ; l'édifice actuel de style jésuite date du début du XVIIIe siècle.
L'église fait l’objet d’une inscription au titre des monuments historiques depuis le 13 janvier 1938.

## Église

### Édifices antérieurs
L'existence d'une église dédiée à saint Maurice est attestée à cet emplacement dès le VIe siècle. Sa fondation a longtemps été attribuée à l'évêque de Besançon saint Sylvestre, néanmoins cette thèse est sujette à caution.
Par la suite, des édifices successifs sont à plusieurs reprises détruits puis reconstruits. L'église est ainsi rebâtie par saint Nicet entre la fin du VIe siècle et le début du VIIe siècle. Puis à nouveau totalement reconstruite au VIIIe siècle, ainsi qu'au Xe siècle.
Entre 1552 et 1555, l'édifice médiéval est largement modifié par une importante restauration du chœur et des chapelles latérales. Ces travaux sont effectués sous l'impulsion de Nicole Bonvalot – la veuve de Nicolas Perrenot de Granvelle – et du seigneur Nicolas Lulier. Cette église sera détruite le siècle suivant pour laisser place à l'édifice actuel.
Par rapport à l'édifice actuel, l'église précédente était moins longue et moins large. Son clocher, contrairement à la disposition de l'église actuelle (construit à l'arrière du chœur), était situé au-dessus de la sacristie.

### Édifice actuel
En 1684, le chœur de l'église médiévale subit des réparations. D'autres travaux semblent encore avoir été effectués entre les années 1693 et 1704. Puis, au cours de cette même année, l'archevêque interdit l'église au culte. Toujours durant cette même année, le chœur est détruit, puis le 17 octobre, la première pierre de l'édifice actuel est posée. L'année 1707 voit l'achèvement du nouveau clocher situé à l'arrière de l'église – disposition qui permet l'aménagement de deux tribunes – ainsi que des trois nefs jusqu'au niveau de la troisième arcade. Au printemps de l'année 1712 sont achevés les derniers travaux importants ainsi que la démolition des derniers vestiges de l'église précédente. En 1714 l'édifice est terminé et béni le 2 décembre. Il faut cependant attendre l'année 1723 pour l'achèvement de la façade.
Sous la Révolution, après que l'église est désaffectée au culte, l'ensemble de son mobilier intérieur est vendu aux enchères. Puis, l'église elle-même connaît par la suite le même sort.

## Paroisse
À dater de la fin du XIIIe siècle, l'Église Saint-Maurice devient l'une des huit paroisses du territoire intra muros de Besançon.
Au XVIe siècle, la paroisse a le statut de « grande paroisse ». Besançon compte en effet à cette époque huit paroisses intra muros dont quatre qui ont le statut de « grandes paroisses » : Sainte-Madeleine, Saint-Pierre, Saint-Maurice et Saint-Jean-Baptiste et quatre qui ont le statut de « petites paroisses » : Saint-Donat, Saint-Marcellin, Notre-Dame de Jussa-Moûtier et Saint-André. En outre, et ceci en dépit du nombre probablement faible de ses paroissiens du fait de la petite taille de son territoire, la paroisse Saint-Maurice est considérée à cette époque comme la plus prestigieuse de Besançon – elle compte ainsi cinq prêtres en 1518 – car elle est parfois fréquentée par la famille Granvelle, dont Nicolas Perrenot de Granvelle qui est le chancelier de l'empereur Charles Quint.
En 1791, la paroisse est supprimée. Puis en 1794 consécutivement à l'interdiction de la pratique du culte catholique en France adoptée l'année précédente, l'église est cédée à l'administration des subsistances. Le 5 août de cette même année, l'ensemble du mobilier intérieur, comprenant entre autres les confessionnaux, la chaire, les chandeliers, l'orgue et les marbres des autels est retiré de l'édifice puis exposé dans la cour des carmes située à proximité, où il est mis en vente aux enchères et acheté par divers acquéreurs. L'église connaît le même sort en 1798 où elle devient la propriété d'un certain C. P. Mourey. Ce dernier la revend en 1802 à sept personnes dont deux prêtres.

## Événements liés
Au XVIIe siècle, dans le cadre de la Contre-Réforme, une croix qui était censée provenir de Porrentruy d'où elle avait prétendument été soustraite aux outrages des protestants, était exposée à l'entrée de l'église le jour du Dimanche des Rameaux.

## Images

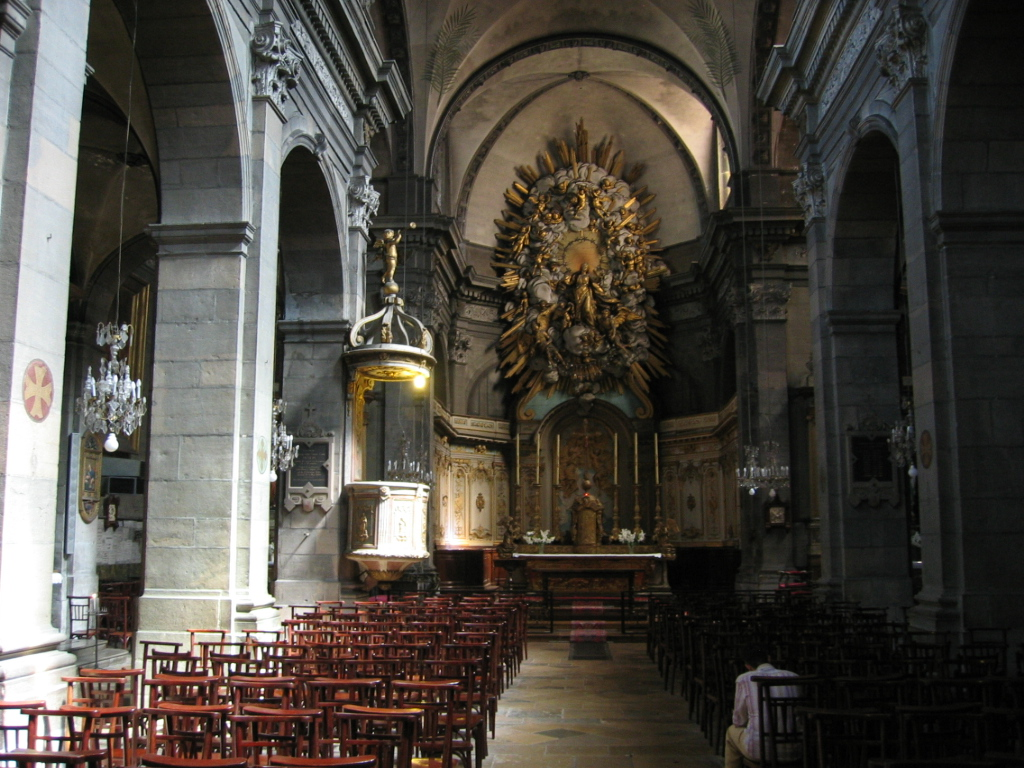
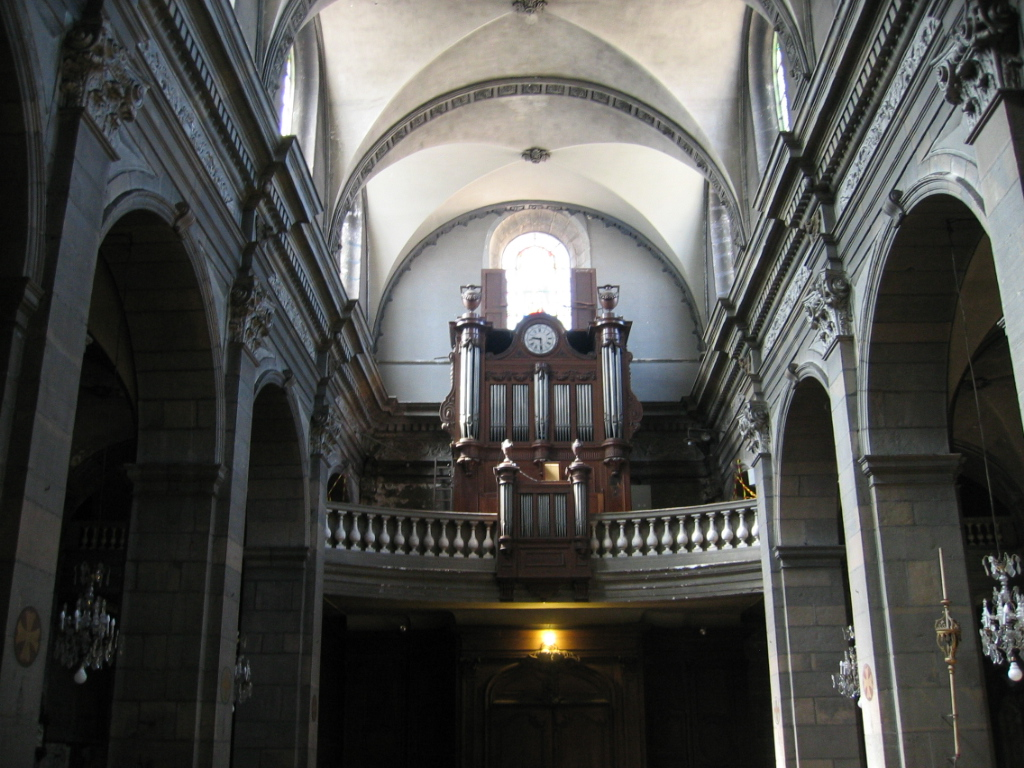